# العلاقات الكندية الكورية الجنوبية
العلاقات الكندية الكورية الجنوبية هي العلاقات الثنائية التي تجمع بين كندا وكوريا الجنوبية.

## مقارنة بين البلدين
هذه مقارنة عامة ومرجعية للدولتين:
| وجه المقارنة                                              | كندا                     | كوريا الجنوبية                                                          |
| --------------------------------------------------------- | ------------------------ | ----------------------------------------------------------------------- |
| المساحة (كم2)                                             | 9.98 مليون               | 100.30 ألف                                                              |
| عدد السكان (نسمة)                                         | 35.70 مليون              | 51.47 مليون                                                             |
| الكثافة السكانية (ن./كم²)                                 | 3.58                     | 513.16                                                                  |
| العاصمة                                                   | أوتاوا                   | سول                                                                     |
| اللغة الرسمية                                             | لغة إنجليزية، لغة فرنسية | اللغة الكورية                                                           |
| العملة                                                    | دولار كندي               | وون كوري جنوبي                                                          |
| الناتج المحلي الإجمالي (بليون دولار)                      | 1.65 تريليون             | 1.53 تريليون                                                            |
| الناتج المحلي الإجمالي (تعادل القوة الشرائية) بليون دولار | 1.59 تريليون             | 1.75 تريليون                                                            |
| الناتج المحلي الإجمالي الاسمي للفرد دولار أمريكي          | 43.25 ألف                | 27.22 ألف                                                               |
| الناتج المحلي الإجمالي للفرد دولار أمريكي                 | 45.07 ألف                |                                                                         |
| مؤشر التنمية البشرية                                      | 0.913                    | 0.901                                                                   |
| رمز المكالمات الدولي                                      | +1                       | +82                                                                     |
| رمز الإنترنت                                              | .ca                      | .kr                                                                     |
| المنطقة الزمنية                                           |                          | توقيت كوريا الجنوبية، ت ع م+09:00، آسيا/سيول ‏، ت ع م+08:00، ت ع م+08:30 |

## مدن متوأمة
في ما يلي قائمة باتفاقيات التوأمة بين مدن كندية وكورية جنوبية:
- ترتبط كالغاري مع دايجون باتفاقية توأمة.
- ترتبط مونتريال مع بوسان باتفاقية توأمة منذ 1970.
- ترتبط وندسور مع جونسان باتفاقية توأمة منذ 1953.[14][14][15][16]
- ترتبط إدمونتون مع وونجو باتفاقية توأمة منذ 1967.
- ترتبط وينيبيغ مع جينجو باتفاقية توأمة منذ 1 أبريل 1991.[17][17][17][17]
- ترتبط فريدريكتون مع حي كانغنام باتفاقية توأمة.

## منظمات دولية مشتركة
يشترك البلدان في عضوية مجموعة من المنظمات الدولية، منها:
| علم المنظمة | اسم المنظمة                                      | تاريخ انضمام كندا | تاريخ انضمام كوريا الجنوبية |
| ----------- | ------------------------------------------------ | ----------------- | --------------------------- |
|             | مؤسسة التمويل الدولية                            | 20 يوليو 1956     | 16 مارس 1964                |
|             | يونسكو                                           | 4 نوفمبر 1946     | 14 يونيو 1950               |
|             | مجموعة أستراليا                                  | 1985              | 1996                        |
|             | مجموعة الموردين النوويين                         | ?                 | ?                           |
|             | الوكالة الدولية للطاقة                           | ?                 | ?                           |
|             | مؤسسة التنمية الدولية                            | 24 سبتمبر 1960    | 18 مايو 1961                |
|             | منظمة التعاون الاقتصادي والتنمية                 | ?                 | 12 ديسمبر 1996              |
|             | المركز الدولي لتسوية المنازعات الاستشارية        | 1 ديسمبر 2013     | 23 مارس 1967                |
|             | وكالة ضمان الاستثمار متعدد الأطراف               | 12 أبريل 1988     | 12 أبريل 1988               |
|             | منتدى التعاون الاقتصادي لدول آسيا والمحيط الهادئ | 6 نوفمبر 1989     | 6 نوفمبر 1989               |
|             | منظمة حظر الأسلحة الكيميائية                     | ?                 | ?                           |
|             | البنك الإفريقي للتنمية                           | ?                 | ?                           |
|             | الأمم المتحدة                                    | 9 نوفمبر 1945     | 17 سبتمبر 1991              |
|             | منظمة الشرطة الجنائية الدولية                    | ?                 | ?                           |
|             | منتدى آسيان الإقليمي ‏                            | ?                 | ?                           |
|             | مجموعة العشرين                                   | ?                 | ?                           |
|             | البنك الدولي للإنشاء والتعمير                    | 27 ديسمبر 1945    | 26 أغسطس 1955               |
|             | الفريق المعني برصد الأرض                         | ?                 | ?                           |
|             | الاتحاد البريدي العالمي                          | ?                 | ?                           |
|             | منظمة التجارة العالمية                           | ?                 | ?                           |
|             | المنظمة الهيدروغرافية الدولية                    | ?                 | ?                           |
|             | بنك التنمية الآسيوي                              | 1966              | 1966                        |
|             | نظام تحكم تكنولوجيا القذائف                      | 1987              | 2001                        |

## أعلام
هذه قائمة لبعض الشخصيات التي تربطها علاقات بالبلدين:
- آن شين (1968 – )
- جيون سو-مي (9 مارس 2001 – )
- مات دالتون (لاعب هوكي جليد كندي، 4 يوليو 1986 – )
- ميخائيل سويفت (لاعب هوكي جليد كندي، 26 مارس 1987 – )

## وصلات خارجية
- موقع وزارة الخارجية الكندية
- موقع وزارة الخارجية الكورية الجنوبية